# مترو الدار البيضاء
مترو الدار البيضاء هو مجرد مشروع نقل عام يعود إلى السبعينيات  في مدينة الدار البيضاء، المغرب. تم تصميمه لتحسين وسائل النقل العام في الدار البيضاء، والتي تعاني من الازدحام المروري الناجم عن نمو المدينة. تم التخلي عن المشروع ثم أعيد افتتاحه عدة مرات، كان آخرها في عام 2013، عندما أعلنت المدينة أنها ستبني خط مترو بطول 15 كم فوق الأرض، وتربط بين حي سيدي مومن وشارع الكورنيش بالقرب من مسجد الحسن الثاني. ومع ذلك، في 30 يونيو 2014، قرر مجلس مدينة الدار البيضاء التخلي عن مشروع المترو بسبب ارتفاع التكاليف؛ وبدلاً من ذلك، ستركز المدينة على توسيع خطوط الترام الحالية. 

## التاريخ
تم إطلاق المشروع رسمياً في ثمانينيات القرن الماضي، ولم يستمر هذا المشروع بسبب أسبابه الجغرافية. وتم تقديم بدائل له وتم الموافقة عليها، مثل الجمع بين نظام ترام الدار البيضاء ونظام القطار الخفيف، الذي تم تصميمه لتقديم دور مشابه لنظام المترو المخطط له.

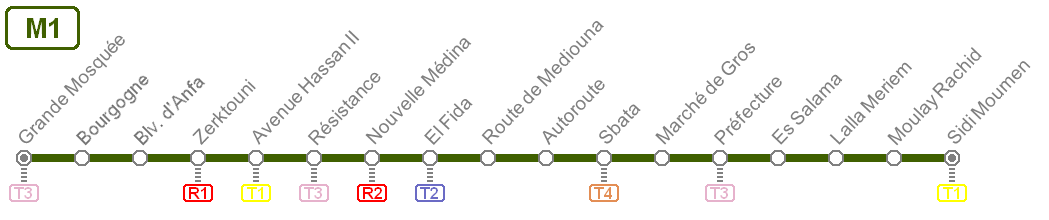
خط مترو الدار البيضاء المرتفع، كما هو مقترح في 2013.